# Đức Lân
Đức Lân là một xã thuộc huyện Mộ Đức, tỉnh Quảng Ngãi, Việt Nam.

## Địa lý
Xã Đức Lân có diện tích 29,55 km², dân số năm 1999 là 14.570 người, mật độ dân số đạt 493 người/km².

## Hành chính
Xã Đức Lân được chia thành 4 thôn: Tú Sơn 1, Tú Sơn 2, Thạch Trụ Đông, Thạch Trụ Tây (xưa là hai làng Tú Sơn và Thạch Trụ).